# Varberg
För andra betydelser, se Varberg (olika betydelser).
Varberg är en tätort i mellersta Halland och centralort i Varbergs kommun, Hallands län, belägen vid Kattegatt ungefär mittemellan Göteborg i norr och Halmstad i söder. I Varbergs kommun bor det 69 070 invånare (2024). Varberg är Sveriges 36:e största tätort med 36 327 invånare (2020). I söder är tätorten sedan 2015 sammanväxt med Södra Näs och Träslövsläge. 
Varberg är en turist- och handelsstad med hamn.  

## Historik

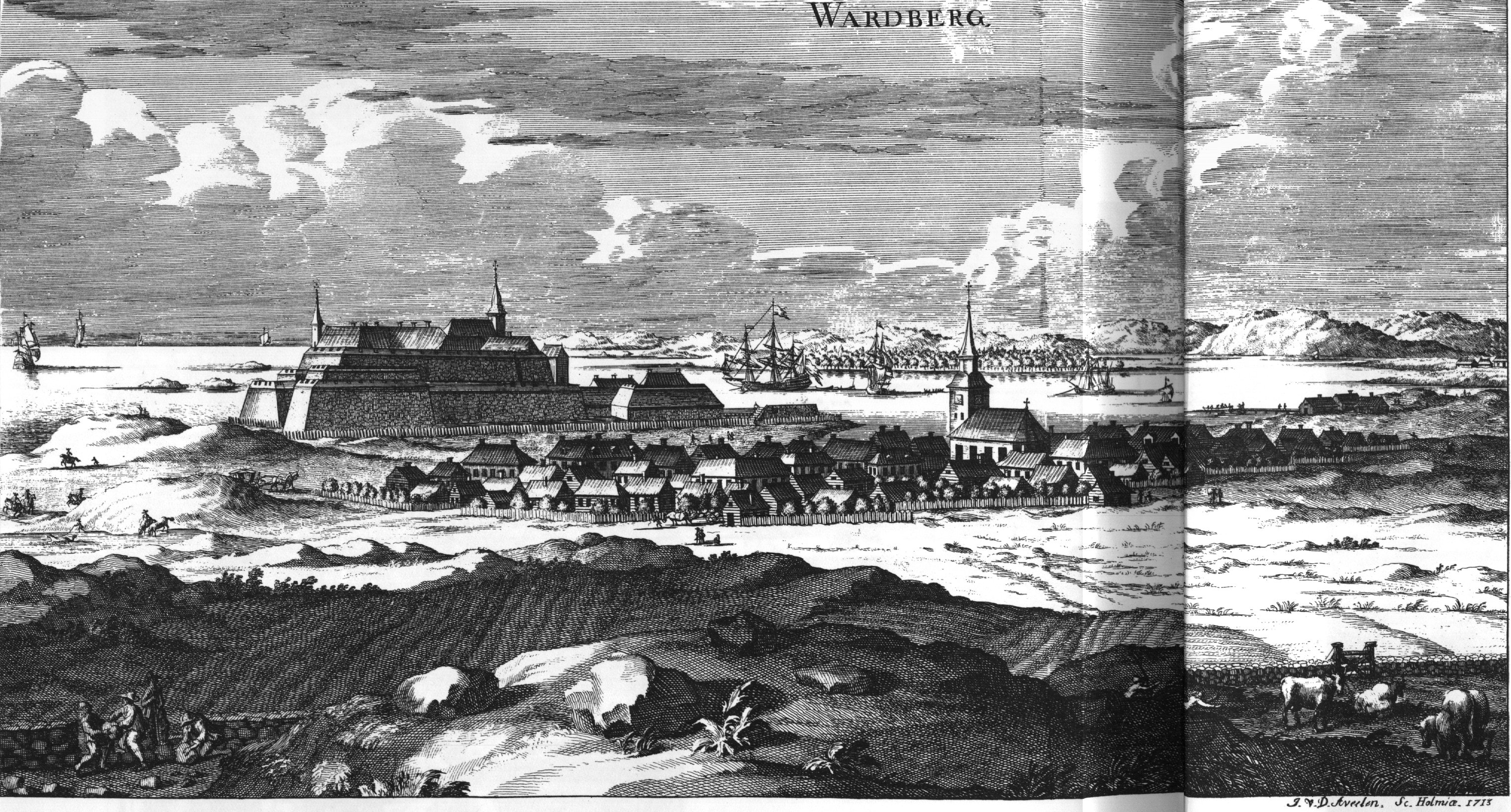
Varberg år 1713. Ur Suecia antiqua et hodierna

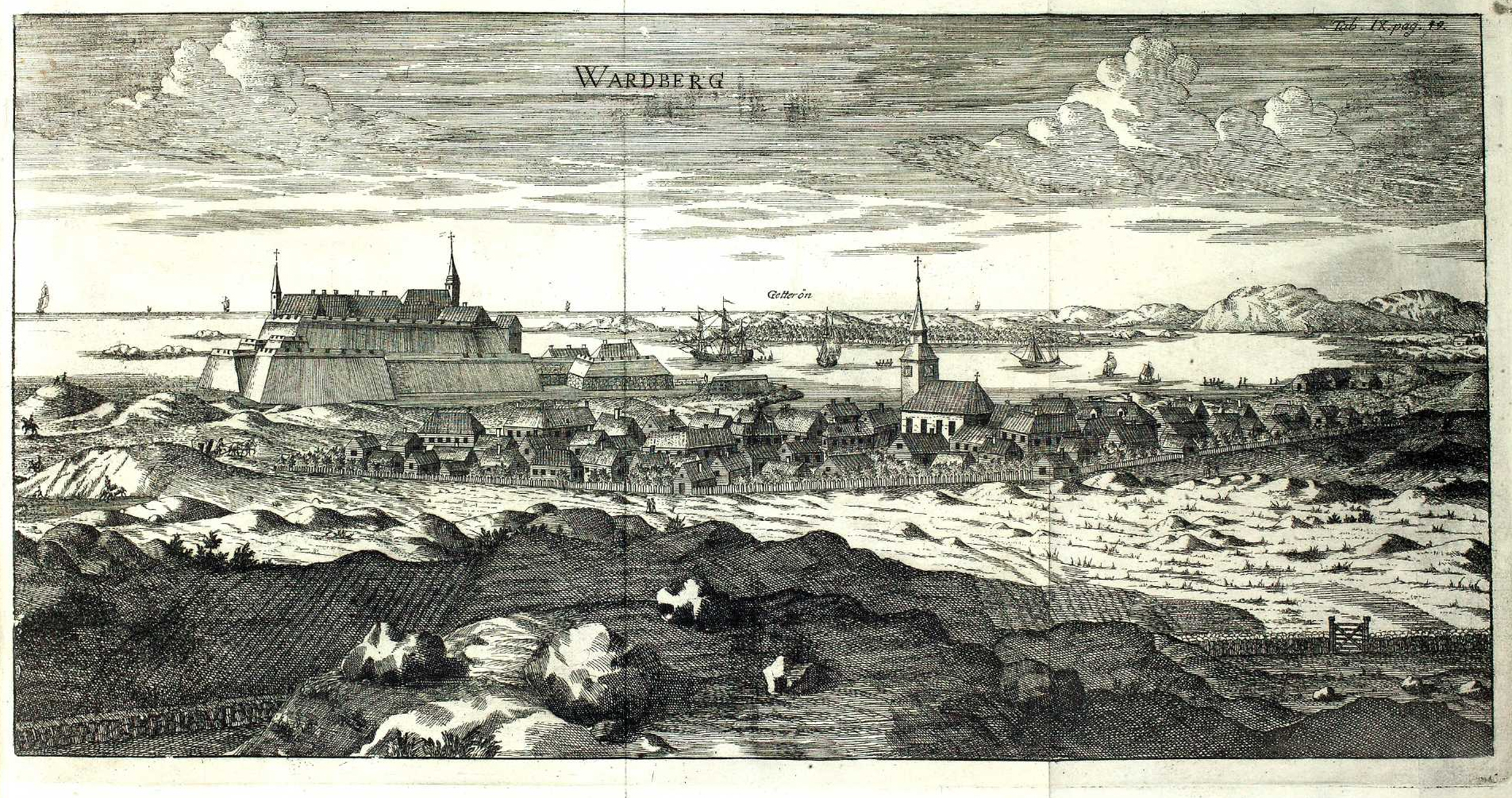
Varberg i Hallandia antiqua et hodierna 1752.

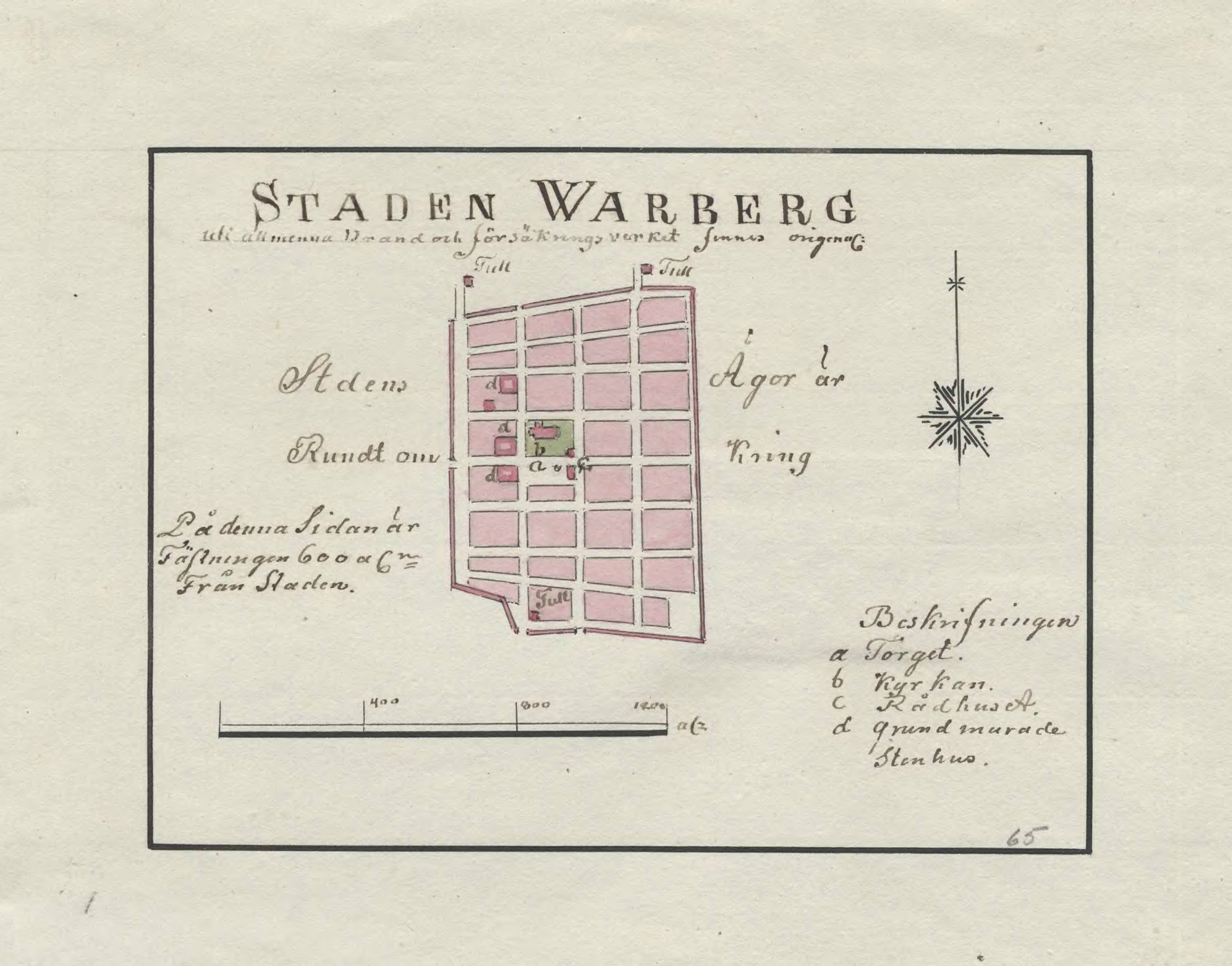
Karta över Varberg från 1790-talet

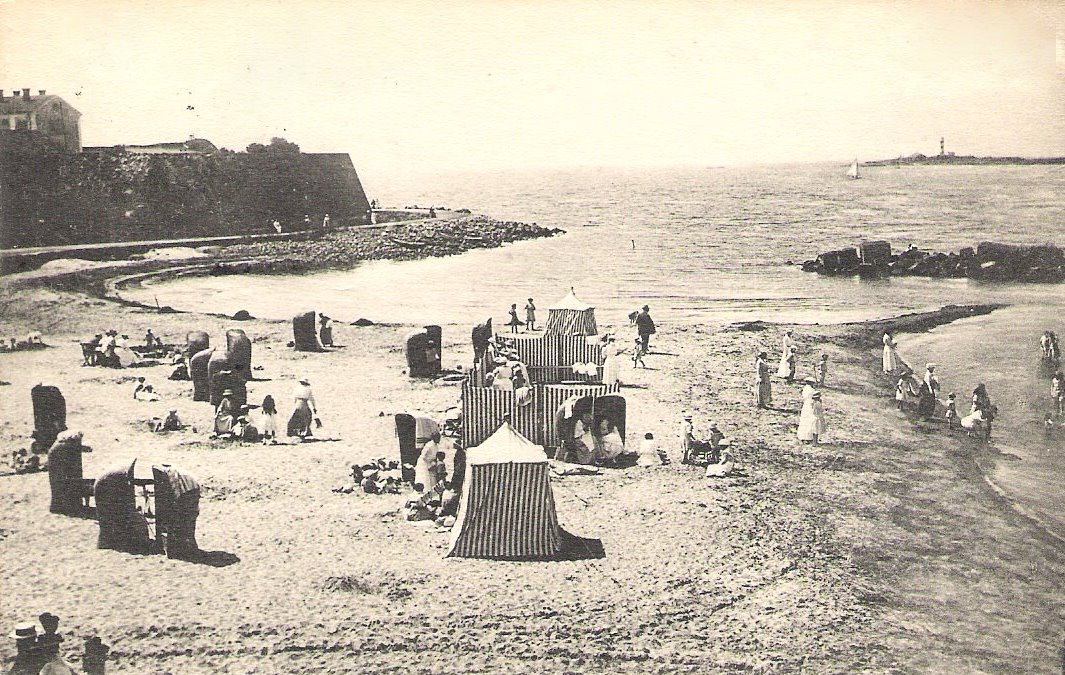
Havsbad i Varberg, tidigt 1900-tal.

Norrmännen genomförde diverse räder mot Hallands kust på 1200-talet och orter som exempelvis Aranäs (vid Viskans mynning) utplånades helt och hållet. Danskarna ville undvika liknande katastrofer och satsade därför på staden Getakärr (norr om dagens Varberg) eftersom den hade ett skyddat läge för angrepp från havssidan. Därmed hamnade Gamla Köpstad i skymundan. De äldsta beläggen för staden är ett brev från 1343 då staden benämns Getakärr, men utgrävningar visar att det fanns bebyggelse här redan på 1200-talet. Staden kom under början av 1300-talet att fungera som centrum för ett halvt självständigt rike skapat av de förläningar Erik Magnusson och Ingeborg Håkansdotter hade i Bohuslän, Västsverige och Halland. Platsen Getsjö är däremot omnämnd tidigare då Saxo Grammaticus nämner den i samband med Slaget vid Nissan 1062. 
Staden hade ett bra handelsläge och således växte den snabbt, vilket förde med sig att en kyrka anlades på 1300-talet. Den danske stormannen Greve Jacob Nielsen dömdes för mordet på den danska kungen Erik Klipping, men förblev på fri fot och blev regent över Norra Halland, som på den tiden var ett eget rike som inrättades som en buffertzon mellan Norge och Danmark. För att skydda sig mot angrepp från Danmarka lade han grundstenen för Varbergs fästning, som byggdes på en bergsklippa nära Getakärr och fick namnet Varberg, benämnd efter klippan som hette Vardhberget. Till en början byggdes ett försvarstorn, senare även stenhus och stenmurar. Magnus Eriksson (kung över Sverige, Norge och Danmark) använde borgen till möten mellan Nordens herremän, en tradition som de danska kungarna fortsatte med när Varberg hade blivit danskt igen. Borgen hade så stor betydelse att Getakärr sedan 1400-talet också kallades för Varberg.
Omkring 1430 anlades Ny Varberg, där Himleån och Munkeån möts, fyra kilometer om Varberg/Getakärr. Efter det fick Getakärr namnet Gamla Varberg och förföll så småningom eftersom Ny Varberg var en mycket rikare stad. Det finns två teorier om varför Ny Varberg grundades: antingen var det den pågående fejden mellan Kalmarunionen och den tyskdominerade Hansan som gjorde att man ville försämra för de tyska köpmännen i Gamla Varberg eller så var det privat initiativ av en lokal länsherre som ville gynna sin egen handel genom att anlägga en ny stad. Ny Varberg växte fort, men drabbades flera gånger av krig. Under Nordiska sjuårskriget erövrades fästningen av svenska soldater och 1612 ockuperades slottet på nytt under Kalmarkriget, denna gång brände man ned Ny Varberg. För att stärka försvaret började det byggas en helt ny fästning på 1590-talet under ledning av den holländska byggmästaren Hans van Steenwinckel som färdigställdes runt 1620. Den danske kungen Kristian IV lockade utlänningar med goda villkor till Varberg och lät bygga en stadsmur, som danskarna dock inte hade någon nytta av eftersom Halland blev svenskt efter freden i Brömsebro 1645. Hela stadsbebyggelsen flyttades 1613 till en plats alldeles bredvid fästningen. Denna nya stad brändes ner 1666 och ännu en stad byggdes, denna gång på större avstånd till fästningen.
Denna sista bebyggelse är platsen där staden finns än idag. På 1700-talet utvecklades staden på ett fredligt sätt. Borgen producerade tobak, snus, fick i mitten av 1700-talet ett färgeri för linne, silke och kläde och runt 1800 anlades ett saltverk. Men träbebyggelsen var fortfarande känslig för eld och drabbades av två stadsbränder åren 1767 och 1768. Eftersom kyrkan hade blivit offer för lågorna byggdes en ny kyrka i gustaviansk stil på samma plats.
Varberg passerades under 1800-talet av Halmstad som länets största stad. Industrialiseringen började på allvar på 1880-talet. Varberg-Borås Järnväg invigdes 1880 och Västkustbanan nådde staden 1885 och stod färdig 1888. Från 1870-talet började utvinning och export av gatsten. Under 1880-talet började fisket ta fart i Varberg med omnejd, till stor del orsakat av att Hushållningssällskapet betalade ett fiskelag från Råå för att de skulle flytta till Varberg, där deras metoder fick spridning. 

### Administrativa tillhörigheter
Varbergs stad ombildades vid kommunreformen 1862 till en stadskommun. Träslövs socken/landskommun med delar av Varbergs bebyggelse infölivades 1953 och 1967. 1971 uppgick Varbergs stad i Varbergs kommun där Varberg sedan dess är centralort.
I kyrkligt hänseende har orten alltid hört till Varbergs församling och Träslövs församling. Efter expansion ligger även delar av orten i Lindberga församling.
Orten ingick till 1971 i domkretsen för Varbergs rådhusrätt. Sedan 1971 ingår Varberg i Varbergs tingsrätts domsaga.

### Befolkningsutveckling
| Befolkningsutvecklingen i Varberg 1960–2020 | Befolkningsutvecklingen i Varberg 1960–2020 | Befolkningsutvecklingen i Varberg 1960–2020 | Befolkningsutvecklingen i Varberg 1960–2020 | Befolkningsutvecklingen i Varberg 1960–2020 |
| --- | ------------------------------------------- | ------------------------------------------- | ------------------------------------------- | ------------------------------------------- |
| |                                             |                                             |                                             |                                             |
| År |                                             |                                             | Folkmängd                                   | Areal (ha)                                  |
| 1960 | 1960                                        |                                             | 14 089                                      |                                             |
| 1965 | 1965                                        |                                             | 15 714                                      |                                             |
| 1970 | 1970                                        |                                             | 17 768                                      |                                             |
| 1975 | 1975                                        |                                             | 19 467                                      |                                             |
| 1980 | 1980                                        |                                             | 19 668                                      |                                             |
| 1990 | 1990                                        |                                             | 22 728                                      | 1 225                                       |
| 1995 | 1995                                        |                                             | 24 491                                      | 1 286                                       |
| 2000 | 2000                                        |                                             | 25 067                                      | 1 293                                       |
| 2005 | 2005                                        |                                             | 26 041                                      | 1 316                                       |
| 2010 | 2010                                        |                                             | 27 602                                      | 1 335                                       |
| 2015 | 2015                                        |                                             | 34 248                                      | 2 338                                       |
| 2020 | 2020                                        |                                             | 36 327                                      | 2 421                                       |
| Anm.: Sammanvuxen med tätorterna Södra Näs, Träslövsläge och Trönninge samt småorterna Gamla Köpstad och Ås 2015. 2020 växte Träslövs by samman med tätorten medan ås bröts ut som separat småort |                                             |                                             |                                             |                                             |

## Stadsbild

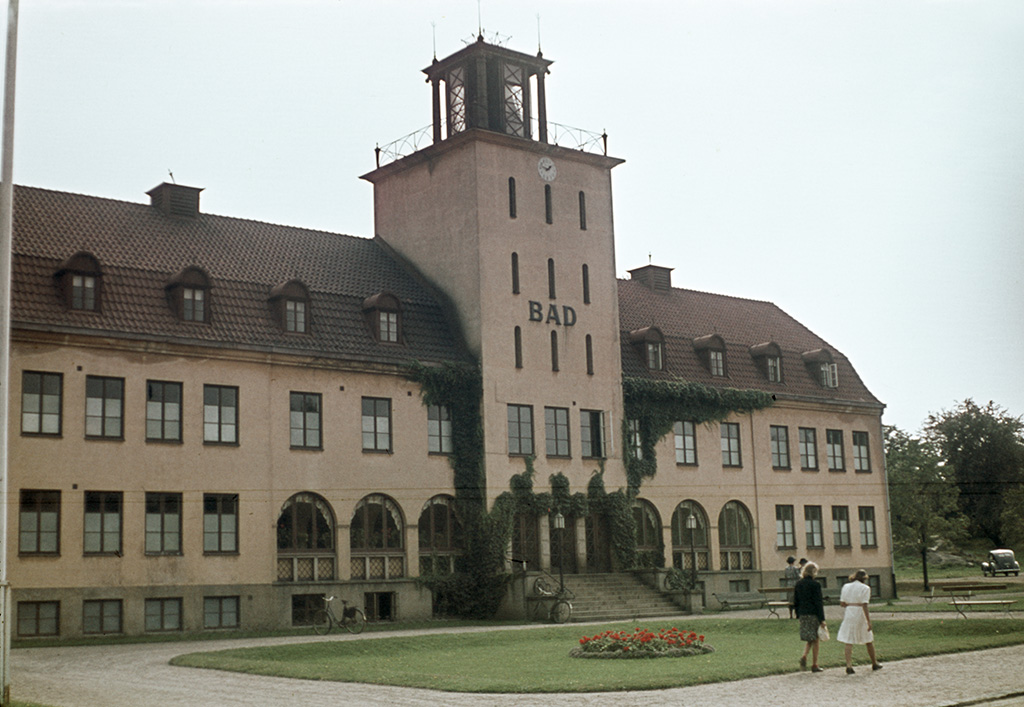
Varmbadhuset från 1925. Bilden är tagen 1943.

Gatunätet i centrala Varberg ritades upp efter att staden flyttats till sitt nuvarande läge efter den förödande stadsbranden den 12 augusti 1666. Denna stadsplan omfattar fem gator i nord–sydlig riktning, dessa är från väster räknat Västra Vallgatan, Kungsgatan, Drottninggatan, Östra Långgatan och Östra Vallgatan, och nio gator i öst-västlig riktning, dessa är från norr räknat Norra Vallgatan, Norrgatan, Borgmästaregatan, Kyrkogatan, Torggatan, Bäckgatan, Prästgatan, Södergatan och Södra Vallgatan. Den centrala platsen är Varbergs torg, och här ligger Varbergs kyrka från 1772 som tillhör Varbergs församling, stadshotellet från 1902, sparbankshuset från 1898 och före detta rådhuset från 1865, med flera byggnader. Torget är belagt med gatsten. I en fontän står Bror Marklunds staty Badande ungdom från 1937. Varje onsdag och lördag året runt hålls livlig torghandel på torget.
Byggnaderna i den gamla stadskärnan härstammar från flera olika perioder. Historiskt har Varberg dominerats av träbyggnader, med något enstaka inslag av korsvirke. Nordost om torget, vid Prästgatan, finns träbyggnader bevarade vars äldsta delar är från 1700-talet eller äldre. Söder om torget är samtliga byggnader uppföra efter stadsbranden 1863, men även här finns träarkitektur.
Från centrum sträcker sig Otto Torells gata, Södra Hamnvägen och Sjöallén ner mot havet. Precis vid havet ligger Varbergs fästning, ursprungligen uppförd som en borg i slutet av 1200-talet och omgjord till en stark försvarsanläggning decennierna kring år 1600. På andra sidan fästningens vattenfyllda vallgrav ligger den lummiga Societetsparken med Societetshuset i morisk stil i trä från 1886. Norr om fästningen ligger Varbergs berömda kallbadhus från 1903. Kallbadhuset är liksom Societetshuset uppfört i trä i morisk stil, och vilar på pålar i vattnet en bit ut från stranden. På andra sidan Societetsparken ligger Varmbadhuset i tjugotalsklassicism från 1925.
Norr om den ursprungliga stadskärnan ligger Norra Förstaden, en stadsdel som tillkom i slutet av 1800-talet då Varberg expanderade kraftigt, inte minst efter järnvägarnas tillkomst 1880 och 1888. Gatunätet är en förlängning mot norr av 1600-talets stadsplan, genom att Västra Vallgatan, Kungsgatan, Drottninggatan, Östra Långgatan och Östra Vallgatan förlängts norrut och Engelbrektsgatan, Eskilsgatan och Magasinsgatan tillkommit parallellt med de öst-västliga gatorna i centrum. Gatorna är raka och kantas av lövträd, och stadsdelen inhyser kommunal administration – med bland annat det nuvarande stadshuset i rött tegel från 1894 – och andra offentliga byggnader som kulturhuset Komedianten från 2011 och Varbergs teater i nyrenässans från 1895. I Norra Förstaden ligger också järnvägsstationen, från vilken Eskilsgatan utgår som tänkt paradgata.
Söder om centrum ligger Södra Villastaden, ett litet område med stora, individuellt utformade villor som uppfördes i början av 1900-talet, äldst är den Heijlska villan från 1904. I området ligger också den gamla Rosenfredsskolan i tegel, idag använd som kulturskola, och den gamla Södra kyrkogården.
Mellan Societetsparken i nordväst, centrum i nordost och det gamla stenbrottet i söder ligger en liten men klar avgränsad stadsdel kallad Platsarna. Den skiljs från centrum genom Västkustbanan som skär genom staden och från Societetsparken av Strandgatan. Här låg den historiska staden Varberg på Platsarna mellan 1611 och 1666. Under 1800-talet bebyggdes Platsarna igen.
Många av de byggnader som nu är mer framträdande i Varberg uppfördes av byggmästare Johannes Nilsson, mellan 1880 och 1920. Sparbankshuset, Stadshotellet, Läroverket, Flickskolan och Södra Folkskolan (Rosenfredsskolan) uppfördes alla av Nilsson under denna period .

### Stadsdelar

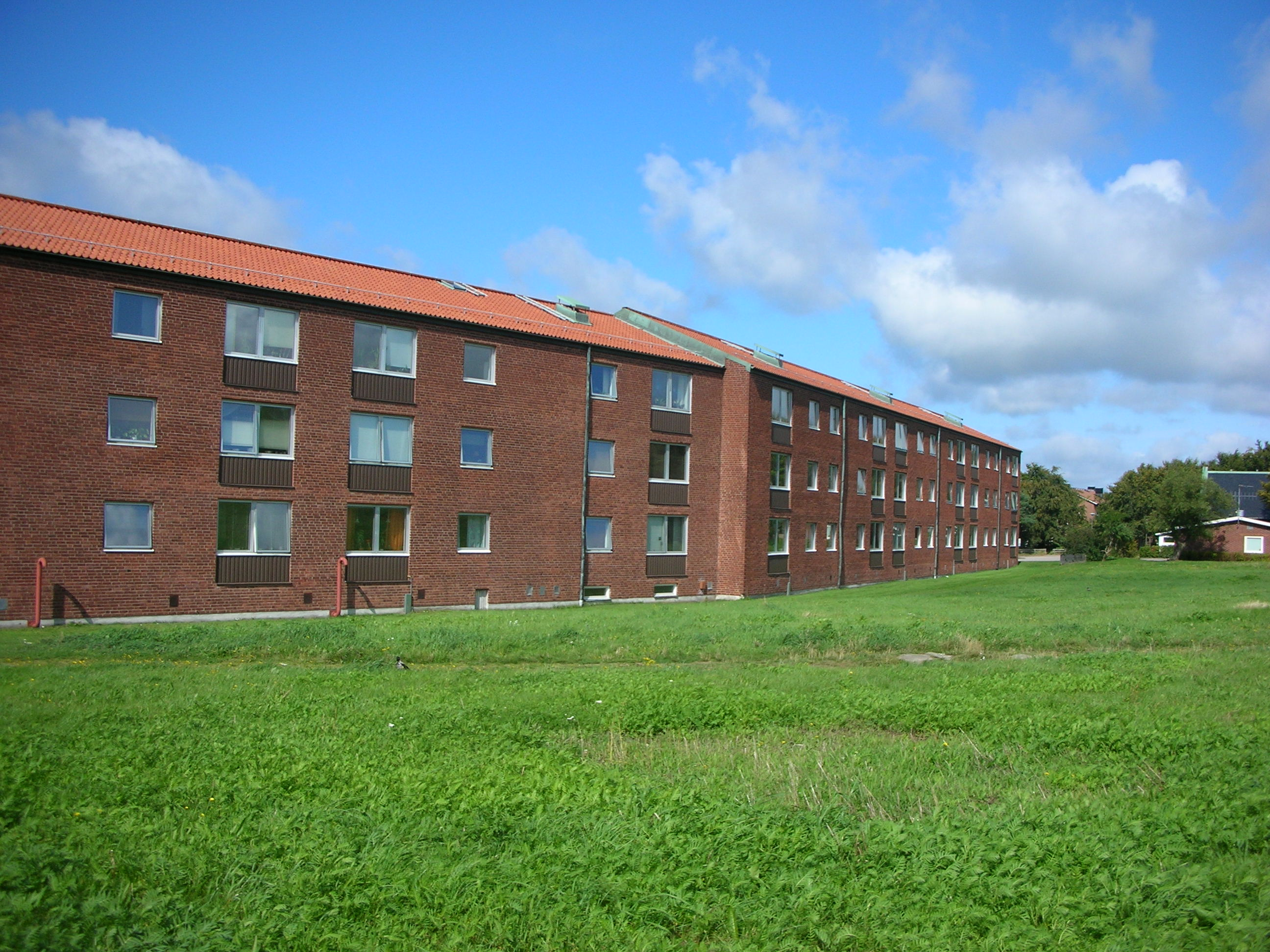
Brunnsberg.

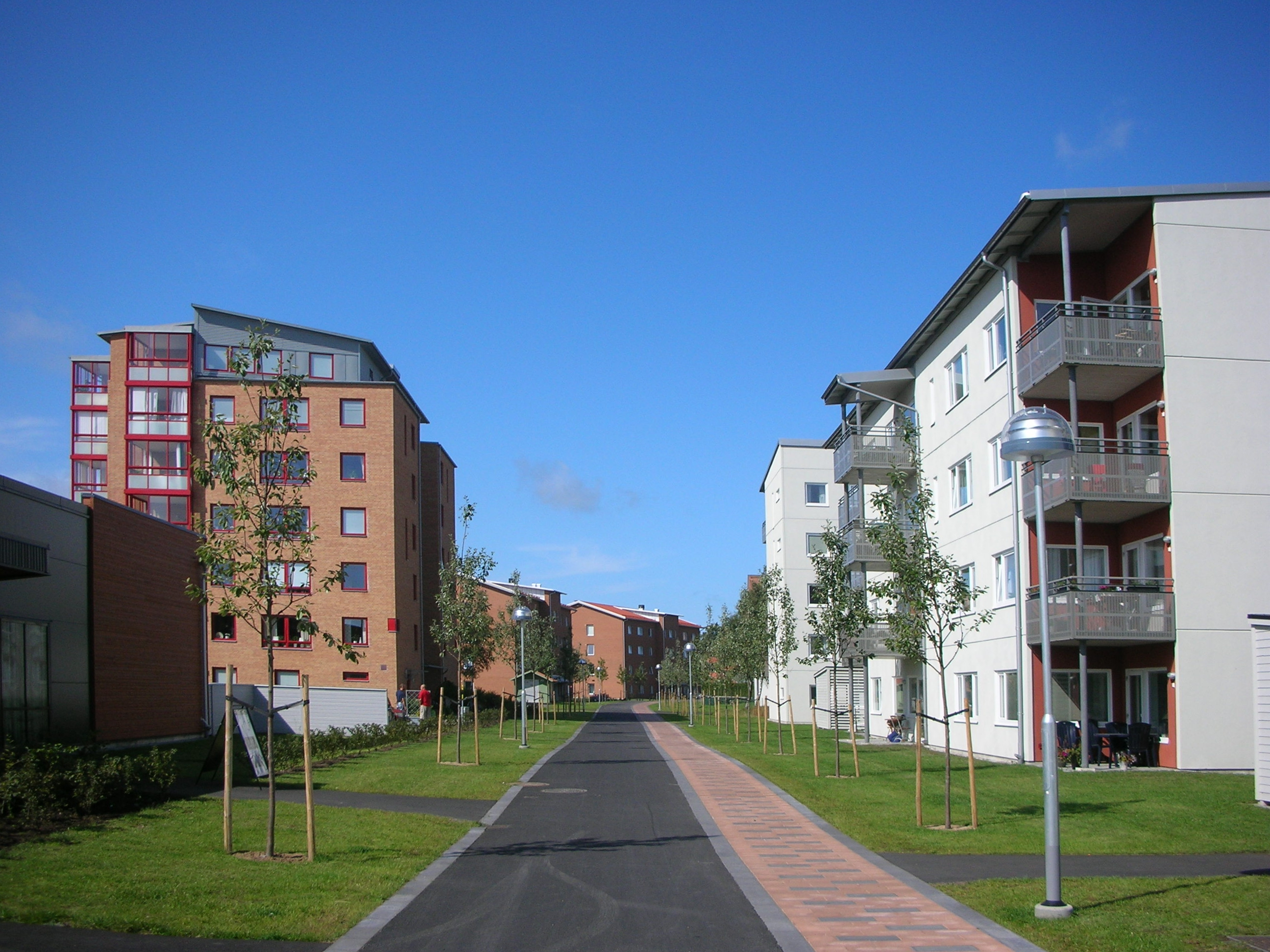
Breared.

- Apelviken är ett bad- och fritidsområde med många stugor och viss fast bebyggelse. På Apelvikshöjd och i sluttningen mot havet finns ett antal större fastigheter. Apelviks- och Ullebovägarna har äldre villabebyggelse.
- Breared är en stadsdel i södra delen av Varberg, avgränsad av Västkustvägen och Österleden. Tillfart sker från Västkustvägens rondeller vid Sörse och Ranelid eller från Österleden. Äldre Varbergsbor känner området som Môsen. Här finns i en växande bebyggelse av höghus, radhus och villor. Ett större äldreboende finns vid Kalkstensgatan. Området expanderade snabbt och saknade länge affärer och annan service. Sedan 2009 finns Breareds torg med bland annat saluhall, livsmedelsbutik, vårdcentral och folktandvård.
- Brunnsberg i norra delen av Varberg har ett flertal stora hus med hyres- och bostadsrätter, byggda från 1953 av dåvarande Stiftelsen Hyresfastigheter (nu Varbergs Bostad AB) och Riksbyggen, cirka 4 000 personer bor här. Intill bebyggelsen finns Brunnsbergsskogen, som planterades omkring sekelskiftet 1900. Området lär ha namngetts efter en man vid namn Bruhn, som bebodde landeriet vid nuvarande Brunnsbergsrondellen. Landeriet har anor från början av 1700-talet, den vita byggnaden intill Västkustvägen ritades 1867 för häradshövdingen Jonas Johnson. Tillsammans med ett par uthus från slutet av 1800-talet finns den med i den kommunala bevarandeplanen. I området finns Tallvägen och Granvägen, den senare med anslutning till Gödestadsvägen i söder och Monarkrondellen vid Västkustvägen. Träningsplan för fotboll, samt basket- och boulebanor finns tillgängliga för allmänheten. Brunnsbergsskolan (F3-skola och fritidshem), Kärnegårdens förskola samt Brunnsbergskyrkan kompletterar bilden av denna stadsdel. Under 2020 började ett nytt bostadsområde Nya Brunnsberg att byggas där 200 hyresrätter byggs med beräknad inflyttning under 2022.[35]
- Göingegården ligger direkt norr om Lugnet och är ett av de nyare områdena i Varbergs utkanter. Här blandas hyresrätter, radhus och fribyggda villor i den sydöstra delen med gruppvillor och fribyggda villor i den sydvästra delen. Den norra delen av Göingegården står än så länge obebyggd, men planen är att området successivt skall byggas ut fram till omkring 2025. Till läsåret 2016/2017 skall en ny F-9-skola, Trönningeskolan, stå klar i området.[36]
- Håsten ligger i Varbergs östra del. Området är bebyggt sedan 1970-talet. Här finns cirka 1 000 lägenheter, fördelade på radhus och villaliknande småhus med trädgårdstäppa. På Håsten finns även ett litet torg med postkontor, mataffär, bensinstation och grill. Två kyrkor finns i området: Håstenskyrkan och Sollyckans kyrka.
- Hästhaga i söder har blandad bebyggelse, stora hus med hyres- och bostadsrätter samt längs Bandholtzgatan en så kallad gräddhylla med exklusiva villor.
- Karlberg är ett villaområde söder om Trädlyckevägen och gränsande till Håsten. Bebyggt sedan slutet av 1960-talet. Här finns Furubergsskolan, Peder Skrivares skola och Träslövs idrottsplats (Östervi).
- Lugnet och Barnabro i stadens nordligaste del har blandad äldre och nyare bebyggelse längs ett flertal smågator, samtliga åtkomliga från Lindbergsvägen.
- Mariedal är ett villaområde väster om Kattegattsvägen.
- Norrdal i nordvästra delen av Varberg är byggt kring Göteborgsvägen och angränsande gator. Här byggde Svenska Cykelfabriken Monark sin nya fabrik 1926.
- Tranelyckan är området söder om Träslövsvägen, avgränsat av Gamla Påskberget och Påskbergsskogen.
- Stenåsa och Äckregården i stadens nordöstra del ligger mellan Brunnsberg och norra Håsten. Området gränsar till Äckregårds- och Gödestadsvägarna. Det skär också in i det nya Håstensområdet med grönsakshandel, blomster- och djuraffär, liksom med de nya parhusen vid Galgbergsgatan. Äckregården var namnet på bondgården som låg intill och söder om Håstensskolan, där man nu har cykelparkering.
- Sörsedammen eller bara Sörse ligger i sydost, avgränsat av Västkustvägen och gamla Rikstvåan, nu sammanbyggd med Almers väg. Byggnationen här sammanföll med starten av Sjukhuset i Varberg, som invigdes 1972. Här fanns tidigare ett strövområde med bandyspel och "allmänhetens åkning" vintertid, promenader och även någon internationell motocrosstävling på sommaren.
- Trädlyckan ligger mellan Trädlyckevägen och Magasinsgatan. Här finns ett flertal större hus med bostadsrätter.
- Träslöv ligger längst i öster. Under delar av 1970-talet, 1980-talet och 1990-talet har det vuxit upp villaområden i den västra utkanten av Träslöv, östra sidan av Österleden. Träslövs landskommun inkorporerades med Varbergs stad 1967.
- Västerport är en ny planerad stadsdel som kommer ligga i hamnområdet med hotell, bostäder och andra affärslokaler. För nuvarande bereds marken på området.

## Klimat
Varberg har ett milt tempererat klimat som påverkas av stadens läge vid kusten. 
|                                            | Jan  | Feb  | Mar | Apr  | Maj  | Jun  | Jul  | Aug  | Sep  | Okt  | Nov  | Dec  |
| ------------------------------------------ | ---- | ---- | --- | ---- | ---- | ---- | ---- | ---- | ---- | ---- | ---- | ---- |
| Normaldygnets maximitemperaturs medelvärde | 0    | 2    | 4   | 8    | 13   | 17   | 19   | 19   | 16   | 11   | 7    | 4    |
| Normaldygnets minimitemperaturs medelvärde | 0    | 0    | 1   | 4    | 9    | 13   | 15   | 16   | 12   | 8    | 5    | 2    |
|                                            |      |      |     |      |      |      |      |      |      |      |      |      |
| Nederbörd                                  | 42,8 | 35,5 | 28  | 28,3 | 30,3 | 39,6 | 48,2 | 47,2 | 45,3 | 45,7 | 39,7 | 43,3 |

| Diagram | temperaturer i °C • månadsnederbörd i mm • Källa: MSN Väder | temperaturer i °C • månadsnederbörd i mm • Källa: MSN Väder | temperaturer i °C • månadsnederbörd i mm • Källa: MSN Väder | temperaturer i °C • månadsnederbörd i mm • Källa: MSN Väder | temperaturer i °C • månadsnederbörd i mm • Källa: MSN Väder | temperaturer i °C • månadsnederbörd i mm • Källa: MSN Väder | temperaturer i °C • månadsnederbörd i mm • Källa: MSN Väder | temperaturer i °C • månadsnederbörd i mm • Källa: MSN Väder | temperaturer i °C • månadsnederbörd i mm • Källa: MSN Väder | temperaturer i °C • månadsnederbörd i mm • Källa: MSN Väder | temperaturer i °C • månadsnederbörd i mm • Källa: MSN Väder | temperaturer i °C • månadsnederbörd i mm • Källa: MSN Väder |
|         | 43 0                                                        | 36 2 0                                                      | 28 4 1                                                      | 28 8 4                                                      | 30 13 9                                                     | 40 17 13                                                    | 48 19 15                                                    | 47 19 16                                                    | 45 16 12                                                    | 46 11 8                                                     | 40 7 5                                                      | 43 4 2                                                      |

## Kommunikationer

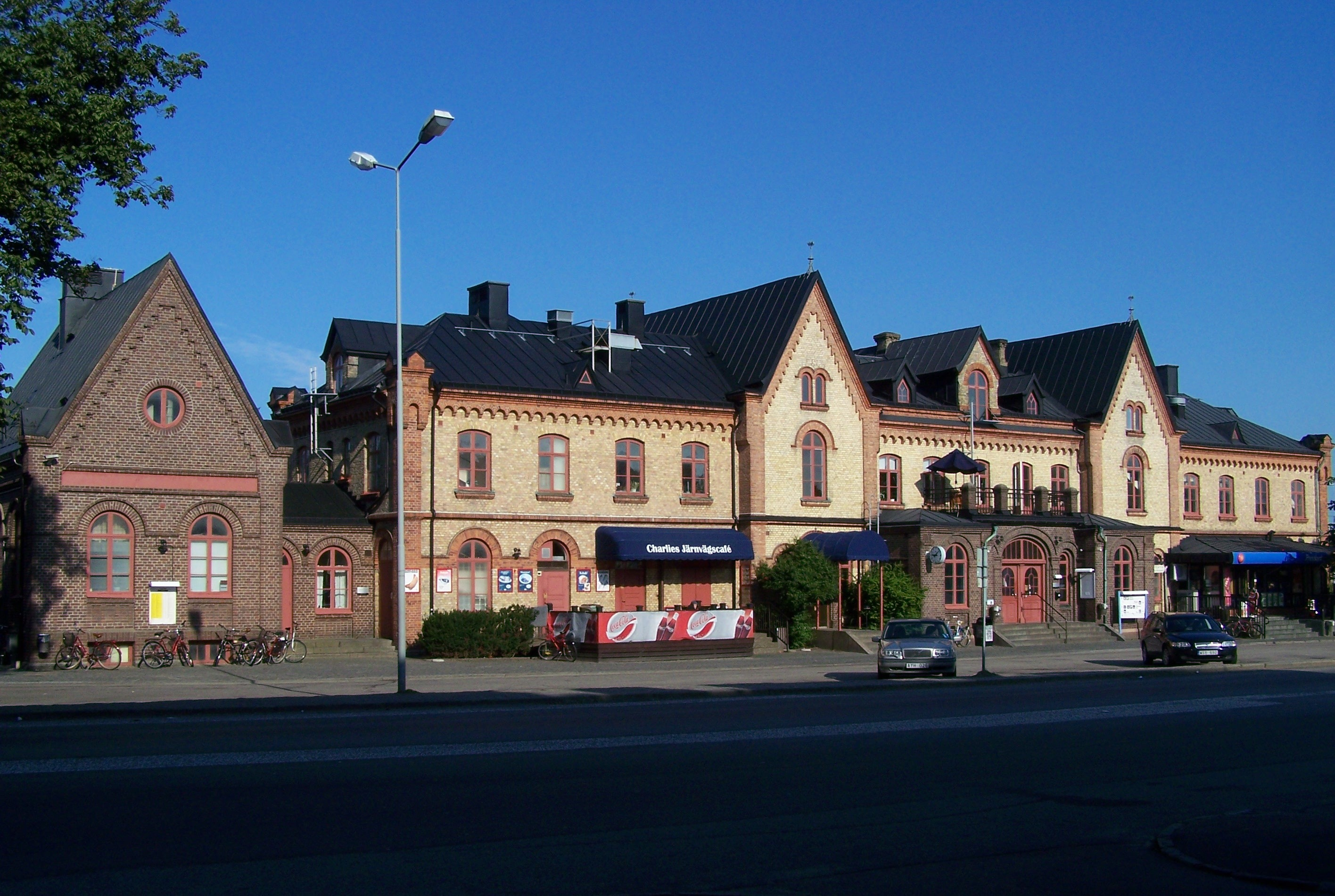
Från Varbergs station går det järnvägslinjer längs med västkusten och till Borås

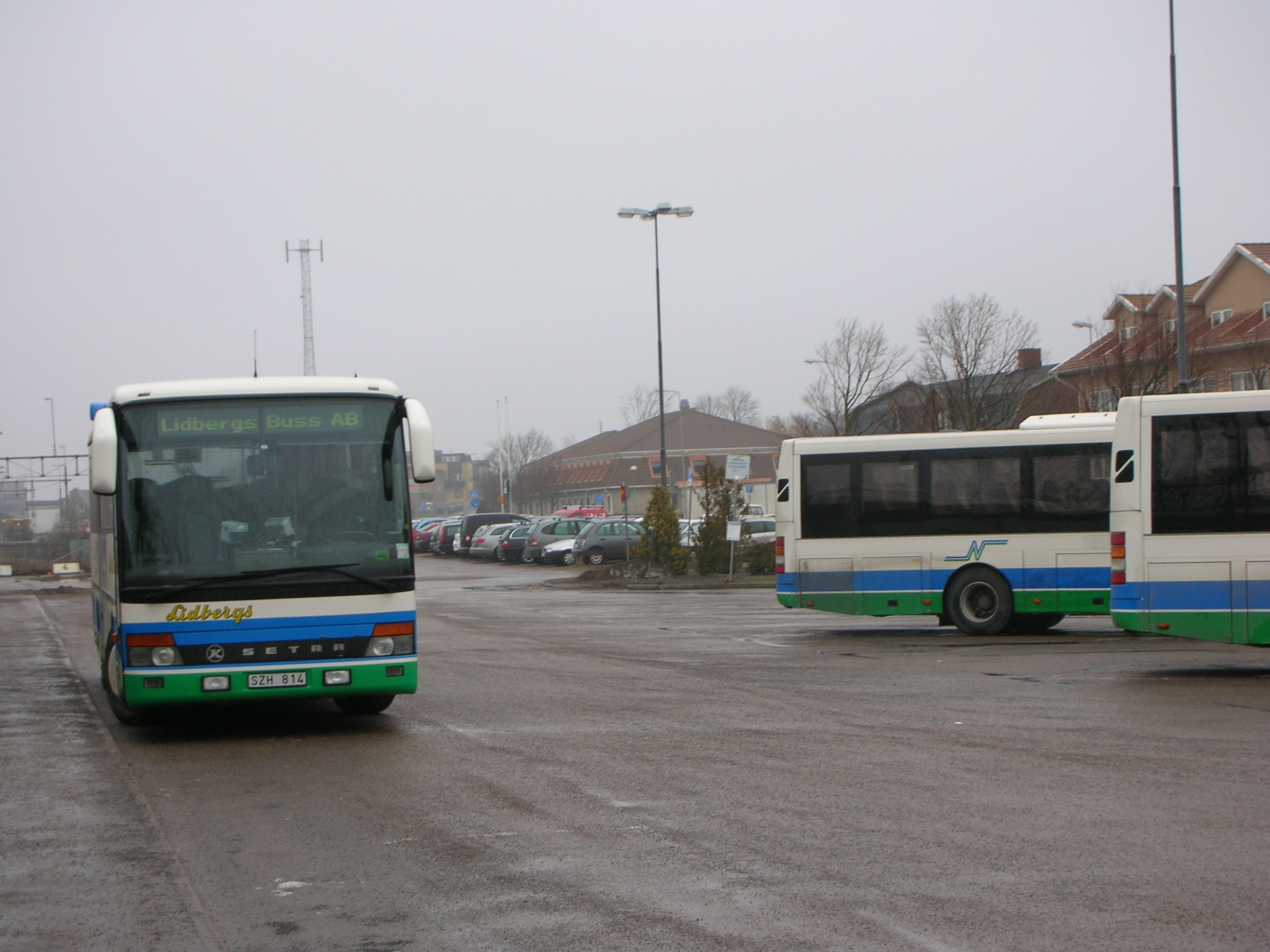
Bussar vid järnvägsstationen.

### Vägar
Motorvägen E6/E20 går längs den svenska västkusten och passerar strax öster om Varberg. Detta är en del av den viktiga motorvägen mellan Oslo och Köpenhamn via Göteborg och Malmö. Riksväg 41 börjar i Varberg och går i nordostlig riktning mot Mark och Borås. Länsväg 153 går österut från Varberg mot Värnamo via bland annat Ullared och Smålandsstenar.

### Järnvägar
Två järnvägslinjer passerar Varbergs station: Västkustbanan längs västkusten på ungefär samma sträckning som E6/E20, och Viskadalsbanan i Viskans dalgång mot Borås, parallellt med riksväg 41. Tidigare fanns även Varberg-Ätrans Järnväg till Ullared och Ätran i nuvarande Falkenbergs kommun. Denna järnväg öppnades 1911 och stängdes för trafik 1961.

### Bussar
De ”stora” linjerna (1-2, 11-15, 614-616, 651-652, 666 samt 693-697) i Varberg körs av Nobina på uppdrag av Hallandstrafiken. Det finns sju tätortslinjer och 20 landsbygdsbussar som förbinder Varberg med närliggande orter. De ”mindre” linjerna (620, 661-664, 668 samt 690-692) körs av Ke’s bussar.  Ke’s bussar ägs numera av Nobina. Linjerna 653 och 660 körs av Veddige buss. Under några sommar har en turistbuss med namnet ”Åkturen” körts från Varberg till landsbygden och tillbaka. 

#### Tätortstrafik
| Linje | Sträckning                                              | Kommentar           |
| ----- | ------------------------------------------------------- | ------------------- |
| 1     | Träslövsläge - Varberg Station - Borgasgård             |                     |
| 2     | Trönninge - Varberg Station - Sjukhuset - Erlandsgården |                     |
| 11    | Äckregården - Varberg Station - Kurorten - Mariedal     |                     |
| 12    | Varberg Station - Kvarnagården                          |                     |
| 15    | Varberg Station - Getterön                              |                     |
| 13    | Varberg Station - Lorensberg - Norra Näs                | Anropsstyrd trafik. |
| 14    | Varberg Station - Lorensberg - Södra Näs                | Anropsstyrd trafik. |

- Hallandstrafiken
- Linjekarta Varbergs tätortstrafik

#### Landsbygdstrafik 2022-2023
| Linje | Sträckning                                                 |
| ----- | ---------------------------------------------------------- |
| 615   | Varberg - Bua - Väröbacka - Frillesås - Åsa                |
| 616   | Varberg - Derome - Veddige                                 |
| 620   | Varberg - Kärradal - Espevik                               |
| 651   | Varberg - Rolfstorp (-Skällinge) - Ullared                 |
| 652   | Varberg - Tvååker - Morup - Falkenberg                     |
| 653   | Varberg - Träslövsläge - Himle                             |
| 660   | Varberg - Himle - Dagsås                                   |
| 661   | Varberg - Grimeton - Rolfstorp - Karl Gustav (- Kungsäter) |
| 662   | Varberg - Lindberg - Valinge                               |
| 664   | Varberg - Stamnared - Kungsäter (-Karl Gustav)             |
| 666   | Varberg - Träslövsläge - Tvååker - Skällinge               |
| 668   | Varberg - Sällstorp - Istorp - Horred                      |
| 690   | Breared - Varberg - Värö Bruk - Ringhals                   |
| 691   | Träslövsläge - Breared - Ringhals                          |
| 692   | Varberg - Ringhals                                         |
| 693   | Träslövsläge - Breared - Varberg - Ringhals                |
| 694   | Sörse - Varberg Station - Ringhals                         |
| 695   | Varberg - Trönninge - Tofta - Ringhals                     |
| 697   | Varberg - Ringhals                                         |
| 614   | Varberg - Väröbacka - Frillesås - Åsa EXPRESSBUSS          |

- Linjekarta Varbergs landsbygdstrafik

### Hamn

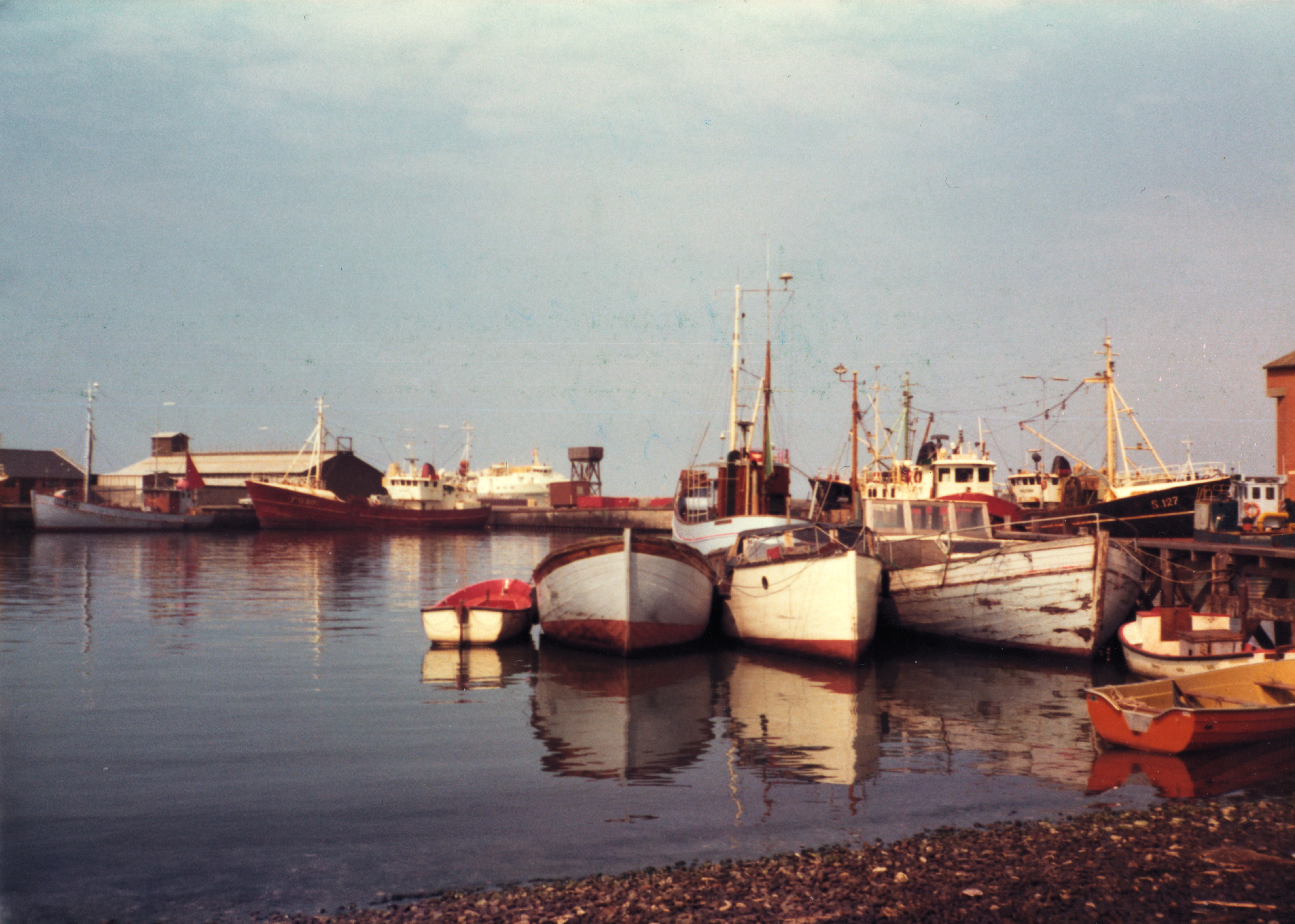
Varbergs fiskehamn (1982)

I Varbergs hamn finns 1 370 meter kajer, 130 000 kvadratmeter upplagsyta och 60 000 kvadratmeter magasinsyta. Fartyg upp till 230 meters längd och 10 meters djupgående kan tas emot i Farehamnen. Sjöfart har bedrivits i Varberg sedan medeltiden. Kajer och vågbrytare byggdes 1849. Stuveribolaget Port of Varberg (tidigare Terminal West) bildades 1972 och ägs sedan 2002 till 100 procent av Varbergs kommun.
Åren 1960-2020 trafikerades färjelinjen Varberg–Grenå.

### Vatten och avlopp
För vatten, avlopp och avfallshantering i Varbergs och Falkenbergs kommuner ansvarar sedan 2009 det gemensamma kommunala bolaget VIVAB. Det mesta kranvattnet till centralorten kommer från Kvarnagårdens vattenverk. Avloppsvattnet renas på Getteröverket.

## Näringsliv

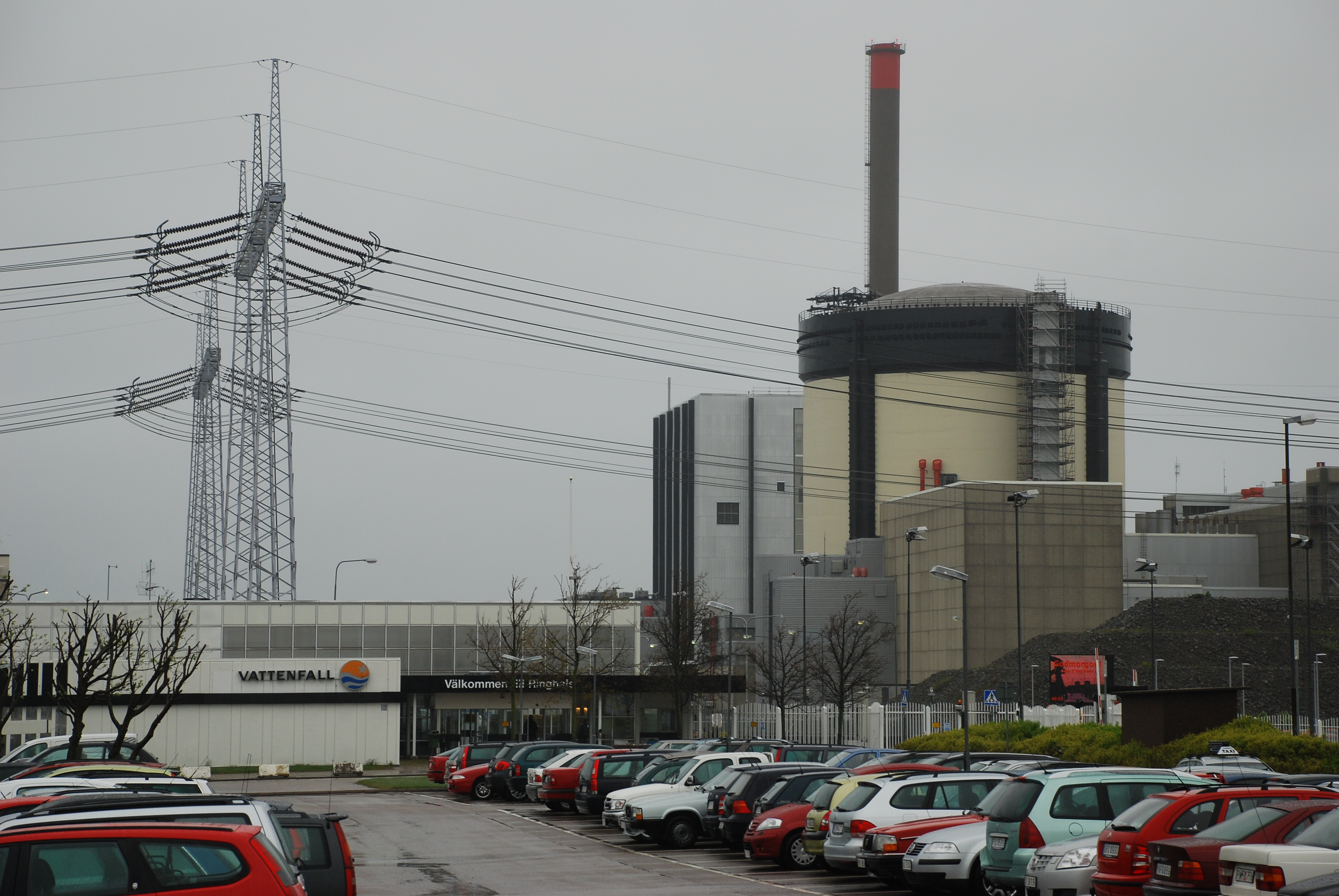
Ringhals kärnkraftverk.

Varberg är en av Sveriges mest besökta sommarstäder och har en stor del av sitt näringsliv riktat mot turism.  Staden är en av de viktigaste spa- och kurorterna i Sverige, med bland annat Comwell Varbergs Kurort vid Apelviken och Varbergs stadshotell med Asia spa i centrum. Dessutom finns det berömda kallbadhuset och ett varmbadhus invigt 1925. Kurortsverksamheten inleddes redan på 1800-talet. Tidigare hade staden en betydande tillverkning av Monark- och Crescent-cyklar vid Monark-Crescent AB (nuvarande Cycleurope). I Varberg finns även Sveriges största skoimportörer och -grossister med över 20 företag i branschen. Bland de största kan nämnas  Nilson Group, Sveriges största skodetaljistföretag, och Vagabond, som båda har huvudkontor i staden. Tillverkningen sker dock i lågkostnadsländer i Fjärran Östern.
Nordens största kraftverk, Ringhals kärnkraftverk, är beläget 20 kilometer norr om Varberg. Ringhals har över 1 200 anställda och är en stor arbetsgivare i kommunen. De fyra reaktorerna på Ringhals har en sammanlagd effekt på ca 3 550 megawatt och här genereras 18 procent av den elektricitet som produceras i Sverige. Den första reaktorn togs i drift 1975 och den fjärde och sista 1983. Stadens geografiska läge, med närhet till E6/E20, har starkt bidragit till tillväxten under senare år, där invånarantalet stadigt ökar. LunarWorks, bolaget bakom den framgångsrika ungdomssajten LunarStorm, bedrev fram till 2007 sin verksamhet i Varberg. Verksamheten överfördes efter det till Wyatt Media Group.

### Varberg som kurort

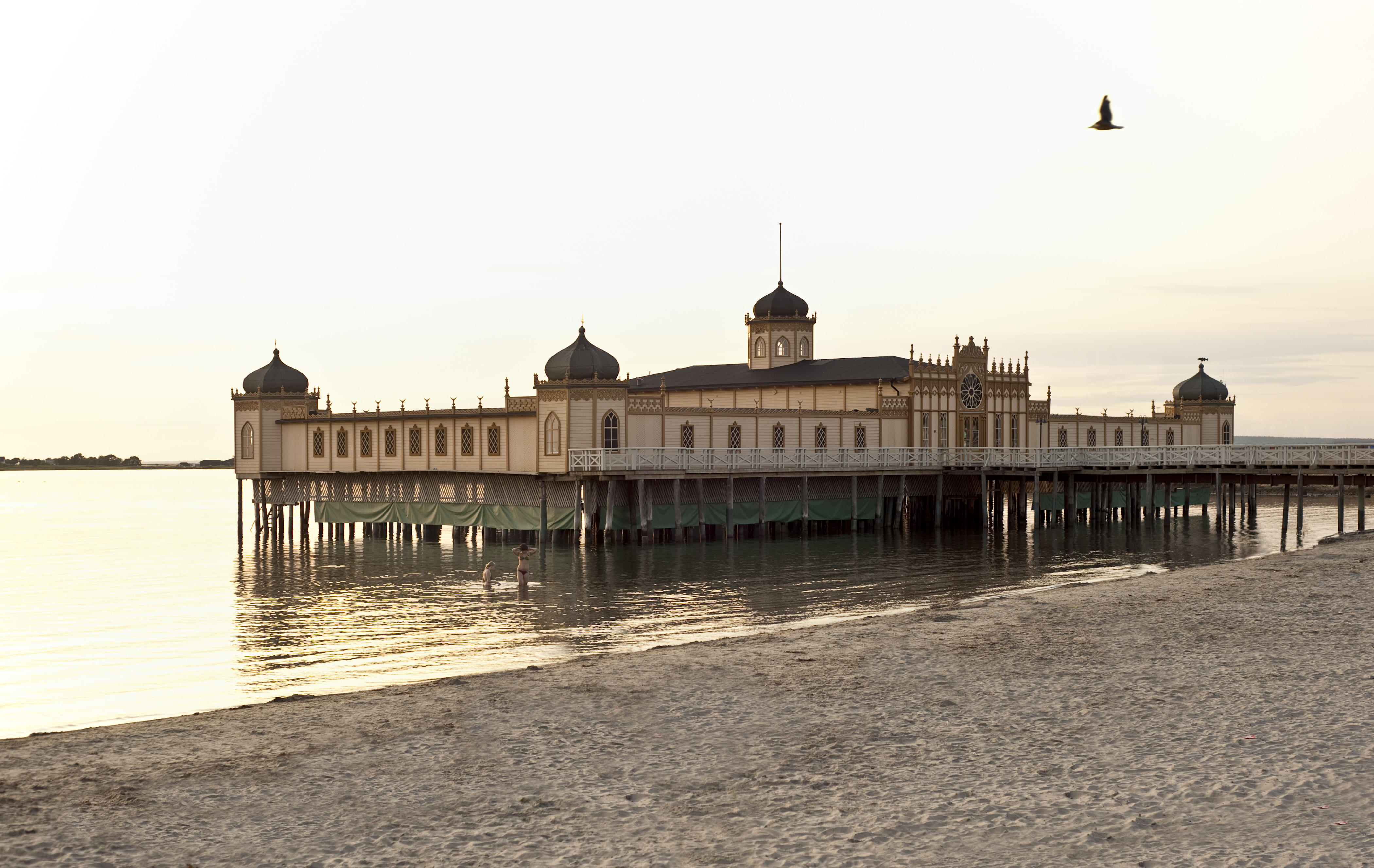
Kallbadhuset, uppfört 1903.

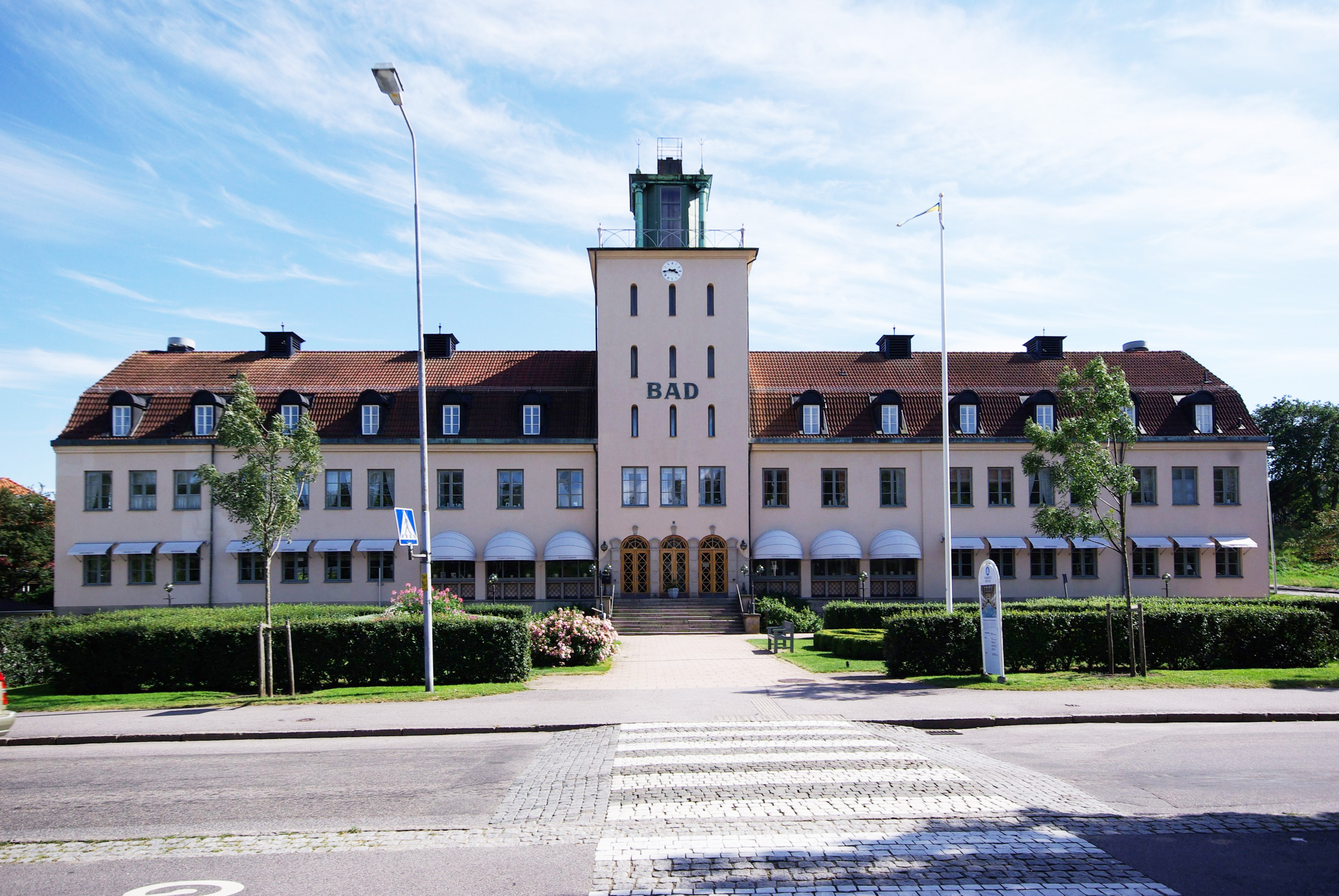
Varmbadhuset, uppfört 1925

Varbergs historia som kurort går tillbaka till 1811, då den så kallade Svartekällan, en surbrunn vid Apelviken några kilometer söder om staden, lanserades av de styrande i Varbergs stad. Hur länge källan varit känd av lokalbefolkningen är okänt. Ett litet brunnshus byggdes över källan 1817, men efter 20 år fann man det mer praktiskt att transportera vattnet i tunnor med häst och vagn in till Varberg. Brunnshuset från Apelviken forslades även det in till staden och placerades väster om kyrkan. Runt brunnshuset anlades Brunnsparken. Redan på 1822 uppfördes Varbergs första varmbadhus, och i vattnet utanför placerades det första kallbadhuset, som utgjordes av en badflotte. På 1850-talet utvecklades staden som badort, mycket tack vare den reguljära ångbåtslinjen längs kusten mellan Göteborg och Malmö/Köpenhamn, och senare även till Lübeck i Tyskland. I Johan Wallins Beskrifning öfver badorterna å Sveriges vestra kust (Göteborg 1858) rekommenderas också sjövägen framför landvägen till Varberg.
1866 uppfördes stadens första kallbadhus och varmbadhus. Det nuvarande kallbadhuset på pålar i vattnet är det tredje på platsen, uppfört 1903, efter att det tidigare kallbadhuset förstörts i den stora julstormen 1902. Mittemot kallbadhuset låg varmbadhuset, som 1925 ersattes av ett nytt varmbadhus i 20-talsklassicistisk stil på andra sidan Societetsparken.
1883–1902 drevs badanstalten i privat regi. 1902 tillsatte Varbergs stad en badhusstyrelse för verksamheten. Genom beslut i stadsfullmäktige 1956 ändrades namnet till badstyrelsen, som i samband med kommunreformen 1971 fick namnet kurortsstyrelsen. Kurortsverksamheten bedrevs i kommunal regi fram till 1983, då den övergick till den kommunala stiftelsen Sol och Bad. 1986 övergick verksamheten sedan till stiftelsen Varbergs kurort, och från och med 1992 åter i privat regi till Varbergs kurbad och kusthotell AB. 1991 flyttades kurortsverksamheten till det gamla kustsanatoriets lokaler i Apelviken.

### Handel
Varberg har centrumhandel som utmärks av butiker i gatuplanet. Enligt SCB:s avgränsning av handelsområden för år 2015 fanns ett område i centrala Varberg med koden H1383006 som omfattade området runt Stora torget med Västra Vallgatan och Östra Långgatan, inklusive Galleria Trädgården. Det hade 82 arbetsställen för detaljhandel med runt 550 anställda.
Galleria Trädgården vid Västra Vallgatan var tidigare ett Domusvaruhus, som invigdes den 9 maj 1963. År 1992 försvann Domus konfektionsavdelning och 1998 försvann namnet helt och Domus gjordes om till Galleria Trädgården. I augusti 2003 stängde Konsum i gallerian. År 2017 återinvigdes Galleria Trädgården efter en ombyggnad. Varbergs första varuhus var Epa som invigdes 1959. Det lade ner år 1980 och dess lokal övertogs av Önskebutiken
Varberg är en av få svenska städer där de kooperativa butikerna fortfarande drivs av en lokal konsumentförening, Coop Varberg (tidigare Varbergs konsumentförening). Fram till år 2020 drev föreningen två matbutiker (Håstenshallen och Söderhallen), en stormarknad (Stora Coop) och Galleria Trädgården. År 2020 tog man även över den tidigare Netto-butiken vid Västra Vallgatan som blev Coop City.
Utöver centrumhandeln finns handelsområdet Lassabacka i tätortens norra del. Det ingick i området med kod H1383011 som hade 25 arbetsställen med runt 300 anställda enligt SCB:s avgränsning för 2015.
Ett tredje handelsområde med kod H1383001 finns vid Jonstaka i Varbergs sydligare utkanter. Det är uppbyggt kring Stora Coop som invigdes den 23 juni 2010 som en Coop Forum.
Varberg har två Ica-butiker, Ica Kvantum i centrum och Ica Hajen  i Norrdal. Willys etablerade sig i Varberg i maj 2003 när tidigare Matex bytte namn. Kommunpolitikerna har dock motsatt sig etableringar från Lidl och City Gross med hänvisning till att man vill skydda centrumhandel.

### Bankväsende
Varbergs sparbank grundades 1836 och är alltjämt fristående, även om den omvandlades till bankaktiebolag år 2000.
Hallands enskilda bank hade ett kontor i Varberg sedan 1800-talet och togs 1905 över av Göteborgs bank. År 1916 grundades Hallands landtmannabank i Varberg. Den blev kortlivad och togs 1923 över av Nordiska Handelsbanken (senare Göteborgs handelsbank). Utöver dessa hade även Smålands enskilda bank och den kortlivade Svenska landtmännens bank kontor i Varberg i början av 1920-talet. I början av 1926 tog Göteborgs handelsbank över Smålandsbankens kontor i Varberg. I samband med uppdelningen av Göteborgs handelsbank år 1949 övertogs dess kontor i Varberg av Jordbrukarbanken. Handelsbanken och Skandinaviska banken kom till Varberg senare under 1900-talet. Danske Bank hade en kortlivad satsning på kontor i Varberg som inleddes år 2005 och stängde den 1 juli 2015.
Jämte Varbergs sparbank har Handelsbanken, SEB och Nordea alltjämt kontor i Varberg.

## Kultur- och nöjesliv
I Varberg finns det ett Folkets hus vars förening har funnits sedan 1906. Varbergs fästning är stadens mest kända byggnad. Här finns Vandrarhem där man kan övernatta samt Hallands kulturhistoriska museum och Hallands länsmuseum där man kan beskåda Bockstensmannen, kroppen på en person som mördades på 1300-talet och som hittades 1936, samt kulknappen som sägs ha dödat Karl XII. En annan mycket uppmärksammad byggnad är Kallbadhuset som byggdes 1903 och som ligger vid en barnvänlig och grund sandstrand. Lite längre från hamnen ligger Societetsparken med Societetshuset som byggdes 1886. Förr användes huset av Varbergs överklass ("societet") och hitresta gäster. Kända personer som har vistats här är Gustav V, Carl XVI Gustav, Esaias Tegnér och Gustaf Fröding. Idag anordnas konserter i Societetsparken på somrarna. Varbergs teater, numera vägg i vägg med ett modernt bibliotek, är stadens kulturella centrum där det fortfarande ges teaterföreställningar.

### Musik
Varberg har ett rikt musikliv och härifrån kommer musikalartisten Jessica Heribertsson som slagit igenom i musikalen Hairspray i Stockholm 2009-2010 där hon gjorde huvudrollen Tracy Turnblad. Från Varberg kommer också sångerskan Sara Löfgren, som slog igenom i dokusåpan Fame Factory och deltog i Melodifestivalen 2004 med låten Som stormen. Från Varberg kommer också dansbandet Face-84, som deltog i Melodifestivalen 2008. Bland andra musiker och tonsättare med koppling till Varberg kan nämnas Viking Dahl, Olof Gullberg, Nils Holmström, Eddie Meduza, Ray Næssén, Magnus Bunnskog och Torgny Söderberg.
I Varberg låg butiken Vevgrammofonen, som sålde begagnade vinylskivor. Den startades 1993 av Geta Lööf och Bertil Johansson, och stängdes 2009.
På restaurang Majas vid havet i Apelviken söder om staden arrangeras varje sommar ett flertal konserter med kända svenska artister. Norr om Varberg, i Kärradal, ligger Fridas Restaurang, som även de har ett stort konsertutbud sommartid. Det största nöjesetablissemanget är Societetsrestaurangen som har ett brett utbud av underhållning, från dansband till rockmusik.
Rockfesten är en musikfest som anordnas i Varberg under juli månad. Rockfesten är en klimatneutral musikfest och deltagande artister framför hyllningar till några av de största rockbanden i historien. Evenemanget arrangerades för första gången år 2009.

### Konst
I Varbergs hamn finns en magasinsbyggnad i gult tegel från 1874, som nu fungerar som konsthall under namnet Konsthallen/Hamnmagasinet. Här visas tillfälliga utställningar med olika konstnärer. På Länsmuseet Varberg, inrymt i Varbergs fästning, finns en samling konstverk av Varbergsskolans konstnärer, såsom Karl Nordström och Nils Kreuger. Dessa verk är dock inte i museets ägo. Länsmuseet har dock en samling svenskt konstglas, liksom målade halländska väggbonader från 1700- och 1800-talen. Den rödmålade 'Varbergsbocken' (även 'Varbergs Getabock'), hämtad från stadsvapnet och utförd i trä av Gävlekonstnären Johnny Mattsson finns i handeln.

### Teater
Varbergs teater på Engelbrektsgatan byggdes vid slutet av 1800-talet (invigd 1895) en mycket expansiv period i stadens historia, och är en av de bäst bevarade i Sverige. I Varberg verkar också Teater Halland, ett av Region Halland helägt aktiebolag vars syfte är att bedriva professionell teaterverksamhet. Sommartid anordnas commedia dell'arte av teatergruppen 1 2 3 Schtunk, som satt upp verk av bland andra William Shakespeare.

## Utbildning
Den första skolan som fanns i Varberg är omnämnd 1454[källa behövs]. Den var i så gott som kontinuerlig drift fram till åtminstone 1621[källa behövs], men i övrigt är inte mycket känt om den.
Varbergs flickskola invigdes den 24 november 1900 av biskop Edvard Herman Rodhe.

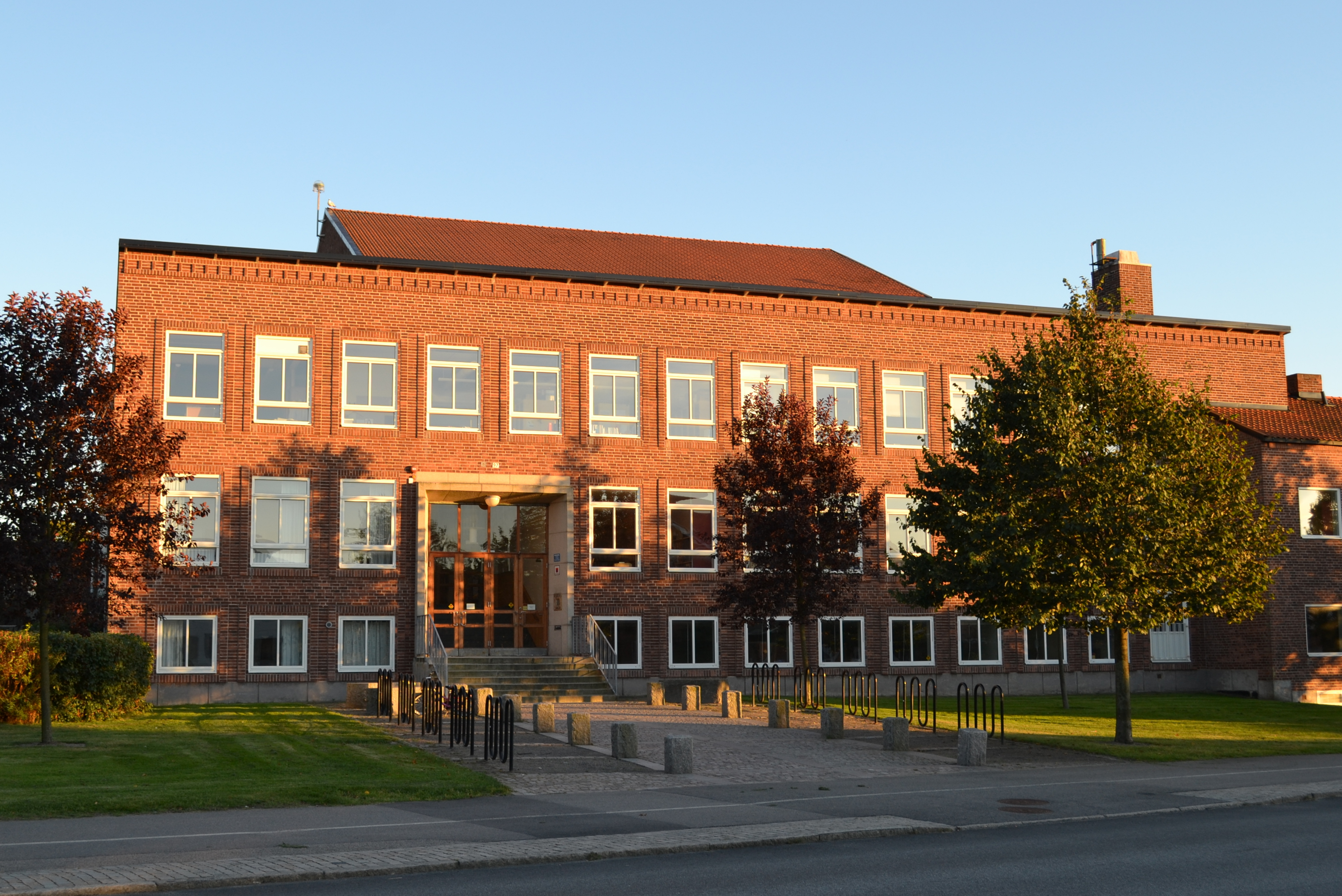
Påskbergsskolan i Varberg år 2012. Här låg gymnasiet fram tills att Peder Skrivares skola öppnades 1970.

### Grundskolenivå
- Almers skola
- Bockstensskolan
- Furubergsskolan
- Hagaskolan
- Håstensskolan
- Lindbergs skola
- Vidhögeskolan
- Ankarskolan
- Bläshammars skola
- Göthriks skola
- Kung Karls skola
- Mariedalsskolan
- Montessoriskolan Lära för Livet
- Nyhemsskolan – Varbergs Kristna skola
- Påskbergsskolan
- Trönningeskolan
- Varbergs Montessoriskola
- Bosgårdsskolan

### Gymnasienivå

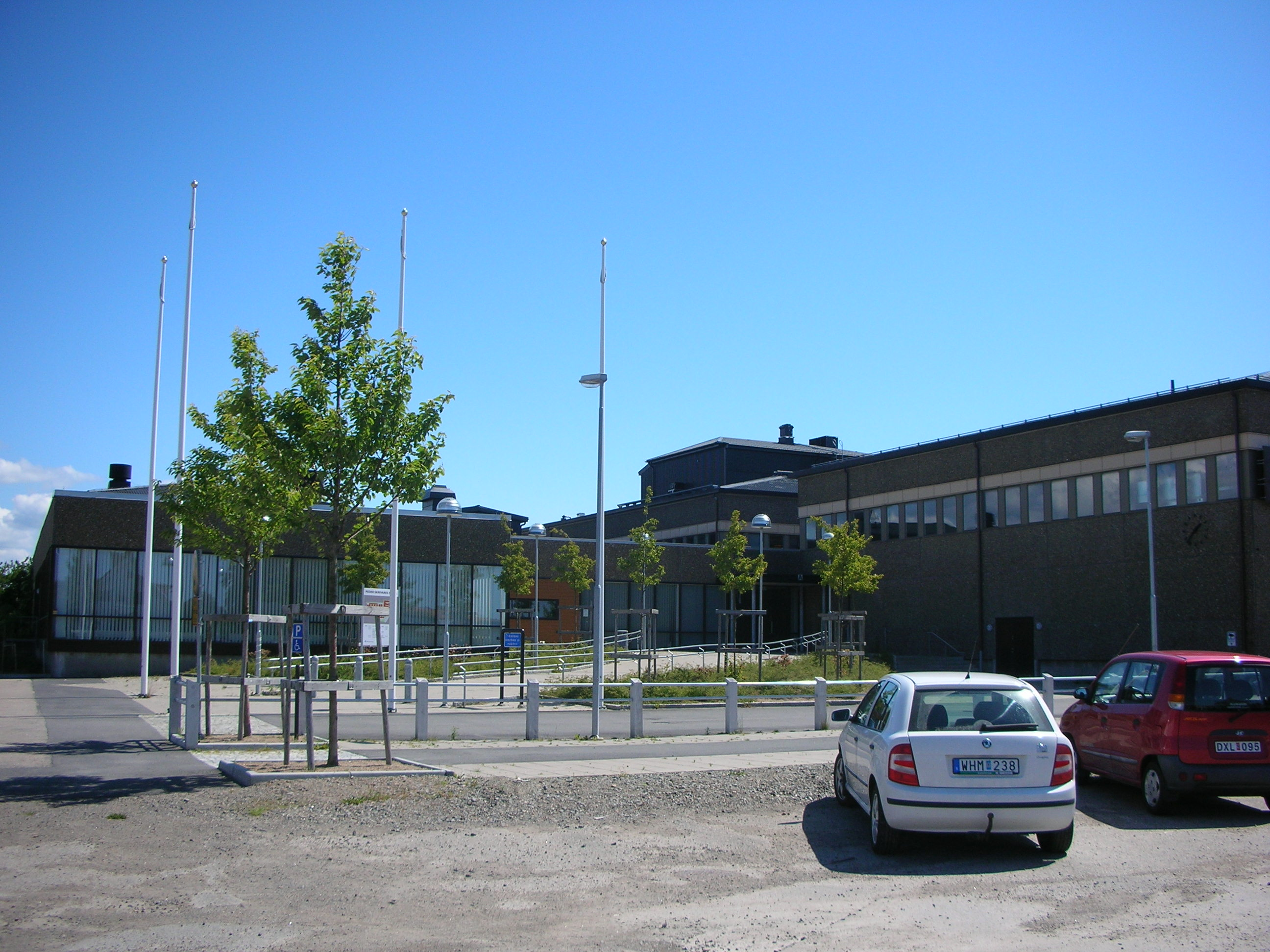
Peder Skrivares gymnasieskola, Varberg.

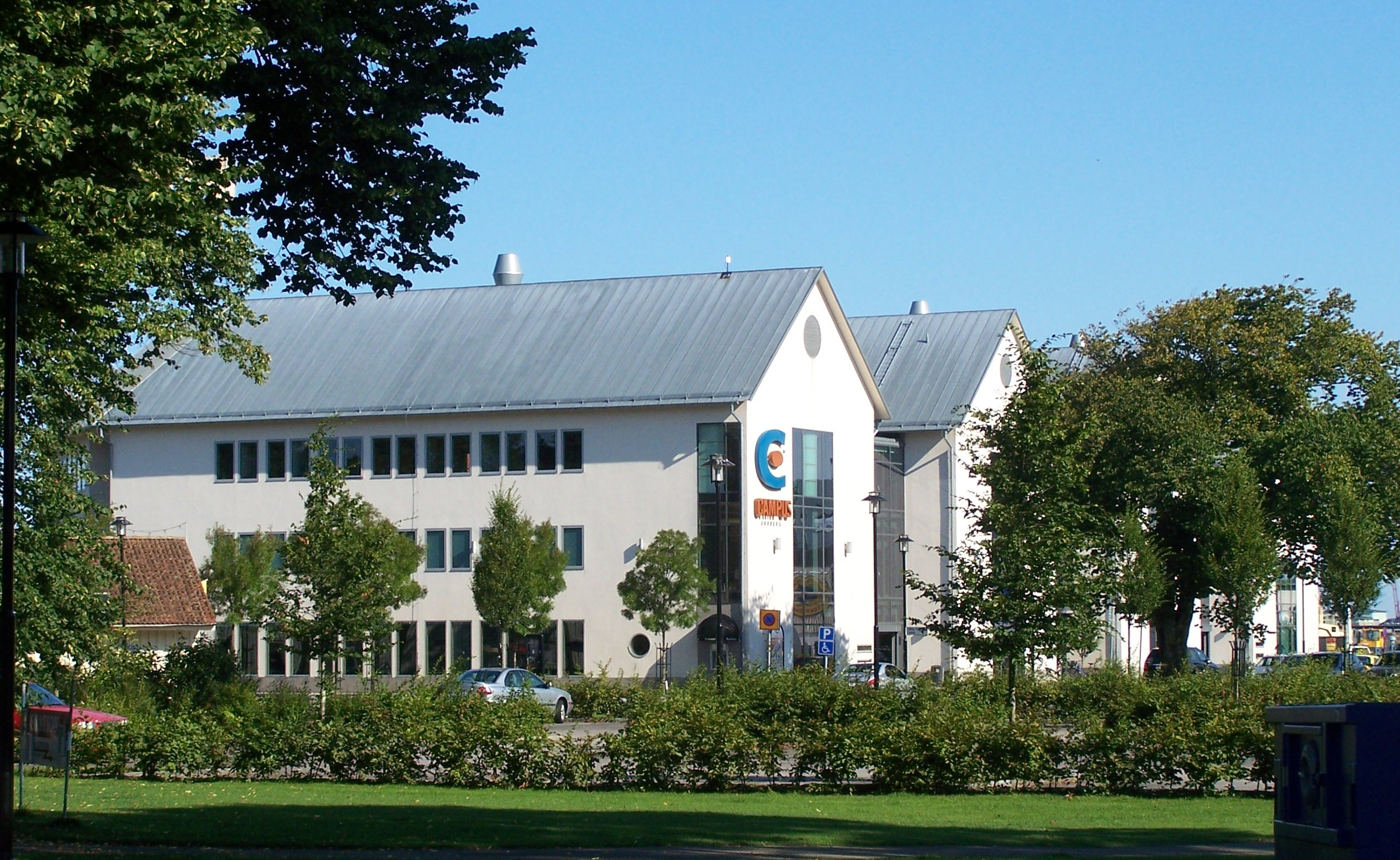
Campus Varberg.

Kommunal gymnasieskola
- Peder Skrivares skola[76]

Regional gymnasieskola
- Munkagårdsgymnasiet

Fristående gymnasieskolor
- Drottning Blankas gymnasium[77]
- Ljud och bildskolan[78]
- Sveriges Ridgymnasium

### Campus Varberg
År 2003 invigdes Campus Varberg i hamnområdet. En tillbyggnad stod klar 2008. Campus Varberg ger högskole- och yrkeshögskoleutbildningar och under läsåret 2014/2015 fanns cirka 1700 studenter.

## Idrott

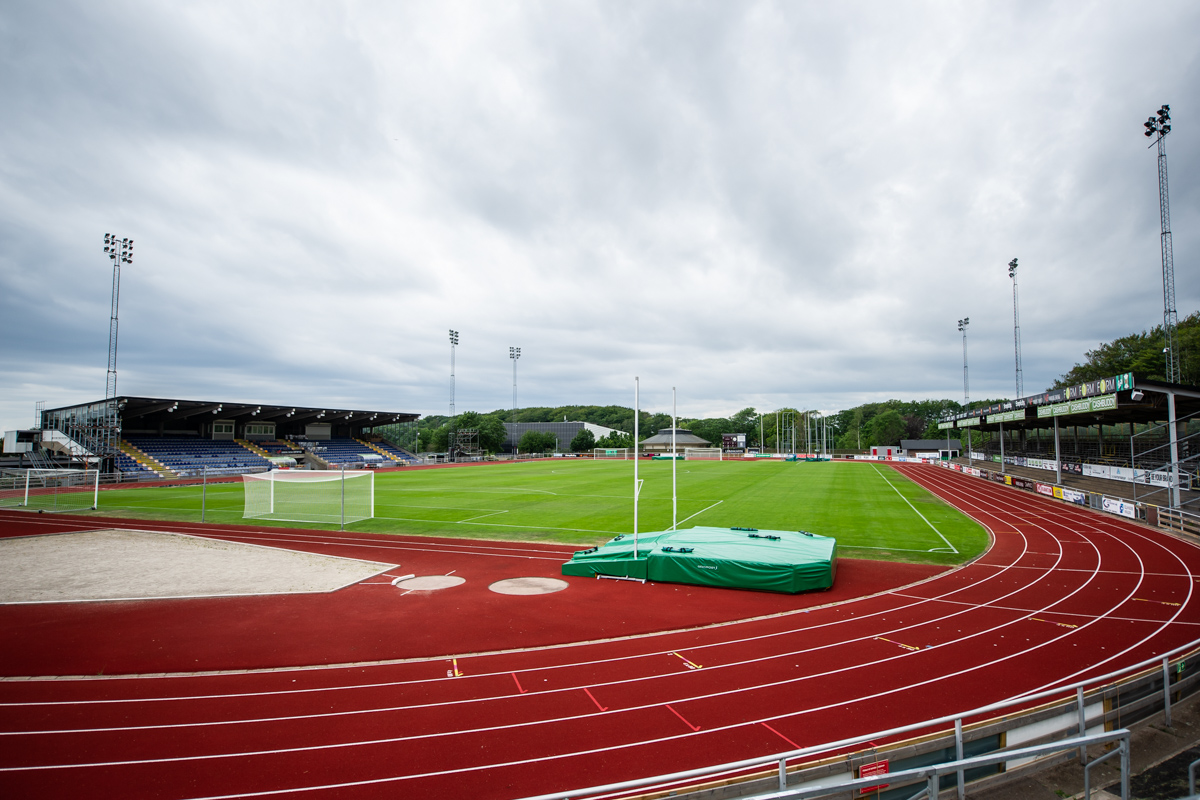
Panoramabild över Påskbergsvallen

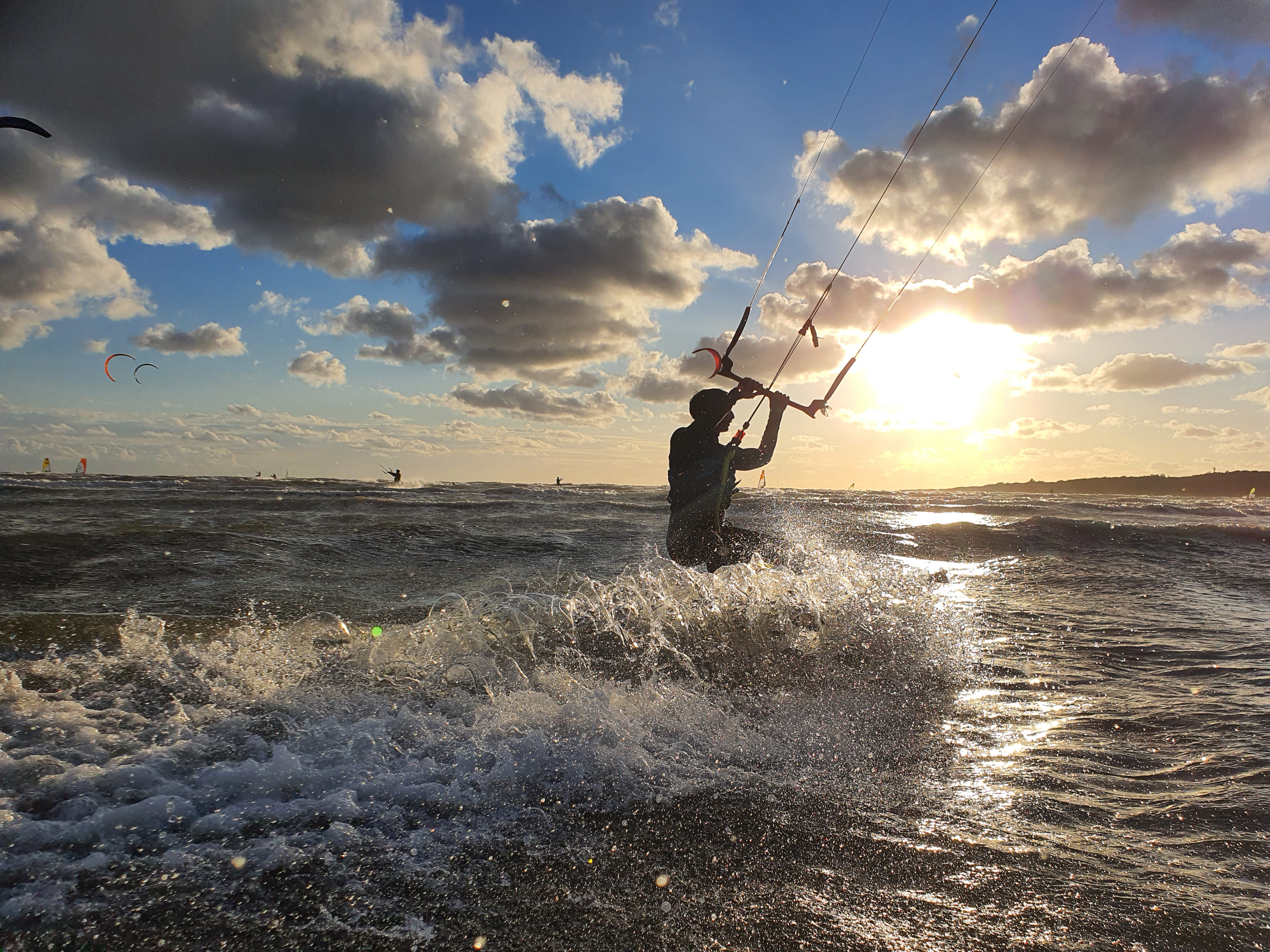
Apelviken i Varberg är en populär destination för vattensporter

### Större idrottsanläggningar
- Sparbankshallen
- Påskbergsvallen (före detta Varberg Energi Arena)
- Sparbanken Wictory Center
- Tresteget

### Idrottsföreningar
Varbergs GIF och Varbergs BoIS är föreningar som har haft verksamhet i flera sporter. Varbergs GIF bildades 1905 och Bois 1925. Sven Nylander i friidrott och Kate Jobson i simning har nått de största framgångarna för GIF, medan Bois fotbollslag 2020-2023 spelade i Allsvenskan. Warberg IC:s herrlag har blivit svenska mästare i innebandy vid fyra tillfällen.
Varbergs BTK har vunnit 13 lag-SM i bordtennis på damsidan. Detta inte minst tack vare Ann-Christin Hellman, som vann flera individuella SM-guld.

#### Övriga föreningar
• Funtionellträning
Yesbox Varberg 
- Badminton
  - Varbergs Badmintonklubb
- Basket
  - Varbergs Basket
- Bowling
  - BS Bockarna
  - BK Trippel
  - BK Monark
  - Cobra BT
  - BK Veteranerna
- Boxning
  - Varbergs Boxningsklubb
- Brottning
  - Varbergs BoIS Brottning
- Fotboll
  - IFK Varberg
  - Varbergs BoIS FC
  - Varbergs GIF Fotboll
  - Trönninge BK
  - Lilla Träslövs FF
  - Unite People FC
- Friidrott
  - Varbergs GIF Friidrott
- Handboll
  - HK Varberg
- Inlines
  - Varbergs Rullskridskoklubb
  - Varberg Inline HC
- Innebandy
  - Capricorn IC
  - Warberg IBF
- Ishockey
  - Varberg Vipers
- Kanotsport
  - KK Bris
- Kampsport
  - MMA Varberg
  - Varbergs judoklubb
  - Varbergs Muay Thai
- Livräddning
  - Varbergs Livräddningssällskap
- Mountainbike
  - Varbergs MTB
- Ridsport
  - Skultagårdens Ryttarförening
- Segling
  - Varbergs Segelsällskap
- Simning
  - Varberg-Falkenberg Sim
- Paraplyorganisationer:
  - Unite People FC[80]

## Sevärdheter
- Varbergs fästning

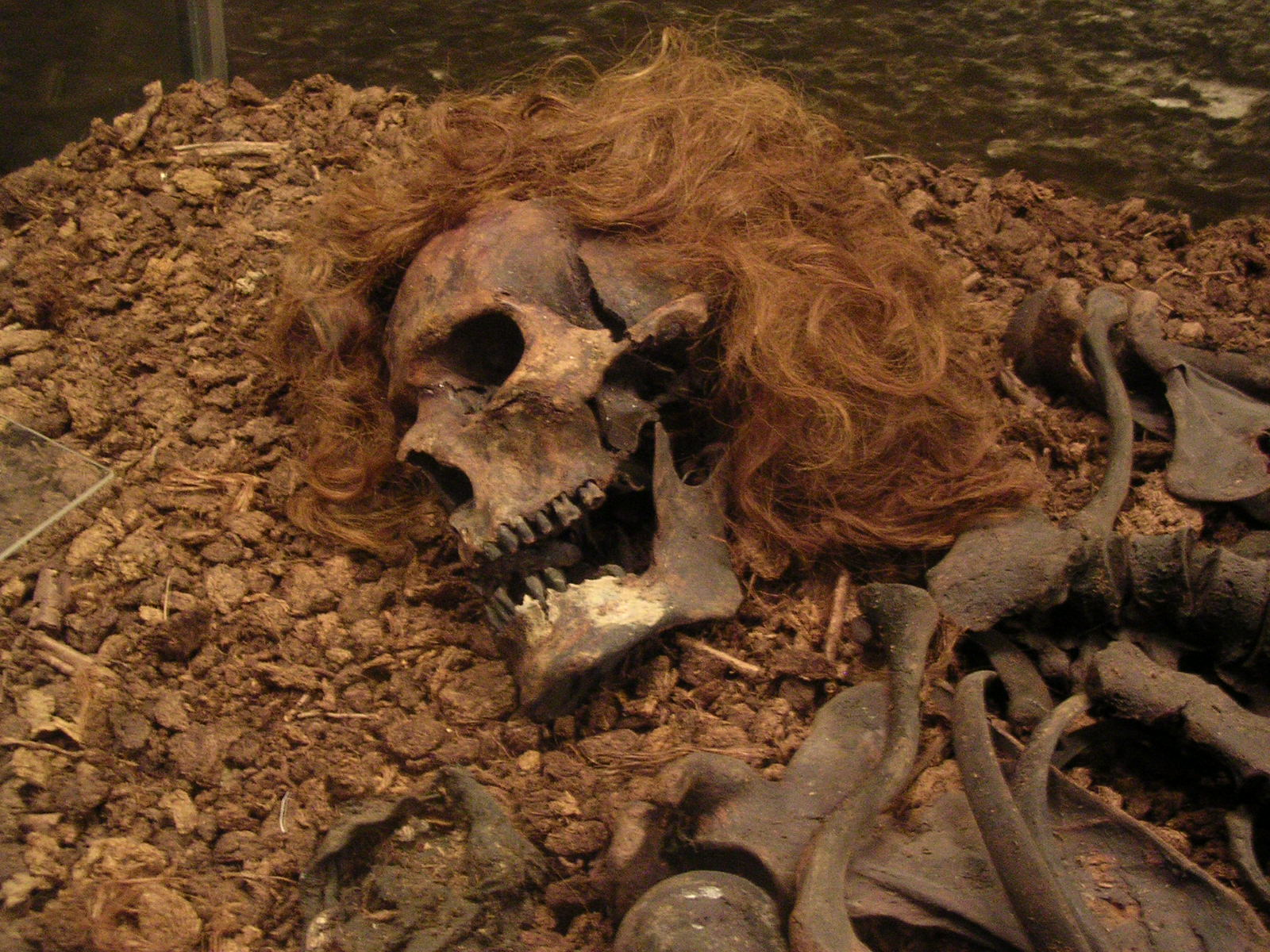
Bockstensmannen

- Länsmuseet Varberg med Bockstensmannen och kulknappen
- Fästningsterrassen
- Varbergs kallbadhus
- Bexellska stugan
- Konsthallen/Hamnmagasinet
- Societetshuset
- Strandpromenaden